# غروس روشين
غروس روشين (بالإنجليزية: Gross Ruchen)‏ هو أحد جبال سلسلة جبال الألب غلاروس ويقع في كانتون أوري في سويسرا. يحتل المرتبة رقم 164 في قائمة جبال سويسرا من حيث الارتفاع، إذ يبلغ ارتفاعه حوالي 3138 متر، بينما يبلغ ارتفاع نتوء الجبل 397 متر، هذا وقد سجل أول وصول لقمة الجبل عام 1864.